# Biduanda umara
Biduanda umara är en fjärilsart som beskrevs av Hans Fruhstorfer 1912. Biduanda umara ingår i släktet Biduanda och familjen juvelvingar. Inga underarter finns listade i Catalogue of Life.